# دی‌تی‌ئی‌کی
دی‌تی‌ئی‌کی (انگلیسی: DTEK) شرکت برق اوکراینی است، که در سال ۲۰۰۵ توسط رینات آخمتوف تأسیس شد.